# Tuszita
Tuszita (pali. Tusita - Niebiosa Tusita) – dziewiąty świat (licząc od najniższego) w kosmologii buddyjskiej, będący częścią Szczęśliwych Miejsc Przeznaczenia (pali. sugati). Niebiosa te zamieszkują Zadowolone Deva (pali. Tusita Deva). Miejsce to jest przepełnione rozkoszą i przepychem. Tutaj oczekują Bodhisattwowie na przyszłe narodziny w Świecie Ludzi (pali. Manussa Loka). Tutaj według wierzeń buddystów zamieszkuje przyszły budda Maitreya.
Długość życia w tym świecie: 4000 niebiańskich lat (576 mln ludzkich lat) Jeden niebiański dzień = 400 ludzkich lat.
W tradycji mahajany wierzy się, iż w niebie Tuszita i Gendyn zatrzymują się buddyści zanim przejdą reinkarnację na ziemi.